# The Main Event: Music from the Original Motion Picture Soundtrack
The Main Event: Music From The Original Motion Picture Soundtrack é o álbum com a trilha sonora do filme The Main Event, lançado pela gravadora Columbia, no mesmo ano de seu lançamento, em 1979. O filme é estrelado por Barbra Streisand e Ryan O'Neal e faturou cerca de 42,8 milhões de dólares com a bilheteria.
A sonoridade é voltada para a música disco, que estava em voga na época. Das nove faixas incluídas três são versões diferentes da canção "The Main Event/Fight", cujos vocais ficaram a cargo de Streisand. Foi lançada como single e atingiu a posição de número três na Billboard Hot 100.
A crítica especializada o recebeu de maneira diversa. Wilson Cunha, da revista Manchete, fez uma crítica favorável na qual afirmou que a trilha sonora era melhor do que o filme, e destacou o "excelente desempenho" de Streisand nas versões dançantes e balada "The Main Event", bem como a faixa "Big Girls Don't Cry". Ao passo que o site estadunidense AllMusic o avaliou com duas estrelas de cinco e escreveu que  nem o álbum e nem o filme envelheceram bem, e que representa muito pouco dentro da discografia de Streisand.
Comercialmente, tornou-se um sucesso, atingiu a posição de #20 na Billboard 200 e ganhou um disco de ouro pela Recording Industry Association of America (RIAA)
Em 1993, foi lançado no formato compact disc (CD) em uma coleção intitulada "Barbra Streisand Collection", que incluia, além da trilha de The Main Event, dez fonogramas de sua discografia. No Brasil, o lançamento ocorreu em 1994, através da série Best Price Gold, da Sony Music, que levou as lojas os CDs com preços mais acessíveis.

## Lista de faixas
Créditos adaptados do encarte do CD The Main Event, de 1993.
| N.º | Título                                    | Compositor(es)                         | Duração |  |
| 1.  | "The Main Event/Fight"                    | Bob Esty / Paul Jabara / Bruce Roberts | 11:39   |  |
| 2.  | "The Body Shop"                           | George Michalski / Niki Oosterveen     | 5:14    |  |
| 3.  | "The Main Event/Fight" (short version)    | Bob Esty / Paul Jabara / Bruce Roberts | 4:55    |  |
| 4.  | "Copeland Meets The Coasters (Get A Job)" | Michael Melvoin / The Silhouettes      | 0:57    |  |
| 5.  | "Big Girls Don't Cry"                     | Bob Crewe / Bob Gaudio                 | 2:27    |  |
| 6.  | "It's Your Foot Again"                    | Paul Jabara / Bruce Roberts            | 3:09    |  |
| 7.  | "Angry Eyes"                              | Kenny Loggins / Jim Messina            | 2:25    |  |
| 8.  | "I'd Clean A Fish For You"                | Paul Jabara / Bruce Roberts            | 1:03    |  |
| 9.  | "The Main Event" (ballad)                 | Bob Esty / Paul Jabara / Bruce Roberts | 4:17    |  |

## Tabelas

### Tabelas semanais
| Tabela musical                        | Melhor posição |
| ------------------------------------- | -------------- |
| Australian Albums (Kent Music Report) | 48             |
| Estados Unidos (Billboard 200)        | 20             |

## Certificações e vendas
| País                  | Certificação | Vendas  |
| --------------------- | ------------ | ------- |
| Estados Unidos (RIAA) | Ouro         | 500,000 |